# Robert Ponikwia
Robert Ponikwia (ur. 16 września 1979) – polski biathlonista, mistrz i reprezentant Polski.

## Życiorys
Był zawodnikiem WKS Legii Zakopane. Na mistrzostwach Polski seniorów zdobył dwa medale w sztafecie: złoty w 2000 i srebrny w 1999. Był też mistrzem Polski seniorów w biathlonie letnim, w sztafecie (1998)
Reprezentował Polskę na mistrzostwach Europy juniorów w 1998 (30 m. w sprincie, 24 m. w biegu na dochodzenie i 7 m. w sztafecie). oraz mistrzostwach świata juniorów w 1999 (23 m. w biegu indywidualnym, 52 m. w sprincie i 7 m. w sztafecie).
Biathlon uprawiał także jego ojciec (Ryszard, brat, Bartłomiej i siostra, Katarzyna).